# Cathédrale de Priverno
La cathédrale de Priverno est une église catholique romaine de Priverno, en Italie. Il s'agit d'une cocathédrale du diocèse de Latina-Terracina-Sezze-Priverno.